# Moreno (Schiff)
Die Moreno war ein argentinisches Schlachtschiff und neben der Rivadavia das zweite Schiff der Rivadavia-Klasse.

## Erster Weltkrieg und Zwischenkriegszeit
Nach ihrer Fertigstellung in der Fore River Werft am 15. Januar 1915 traf die Moreno am 26. Mai desselben Jahres am argentinischen Flottenstützpunkt in Puerto Belgrano ein. Die Moreno wurde der 1. Division der Flotte zugeteilt und verrichtete bis 1923 normalen Flottendienst.
Nach einer Generalüberholung in der Werft war sie bis Ende der 1930er-Jahre Schul- und Ausbildungsschiff. Im August 1933 brachte die Moreno, begleitet von drei Zerstörern, den argentinischen Staatspräsidenten Agustín Pedro Justo zu seinen Staatsbesuchen in Uruguay und Brasilien. 1937 stattete die Moreno, gemeinsam mit der Rivadavia, europäischen Flotten Besuche ab und kehrte nach einer langen Reise über Madeira nach Argentinien zurück.

## Zweiter Weltkrieg und Nachkriegszeit
Während des gesamten Kriegs fuhr sie entweder Patrouille im Südatlantik oder lag im Hafen. Während ihrer gesamten aktiven Zeit war die Moreno in keine einzige Kampfhandlung verwickelt und schoss nur bei diversen Schießübungen Granaten ab.
1949 wurde das Schiff außer Dienst gestellt und diente fortan als Wohnschiff. 1955 wurde sie zu einer Gefängnishulk und ein Jahr später aus der Flottenliste gestrichen. 1957 wurde das Schlachtschiff für 2.469.660 US-Dollar an die Boston Metals Co. verkauft und im Schlepp nach Japan verbracht – damals die bis dahin längste Fahrt im Schlepp – um abgewrackt zu werden.